# Hadműveleti művészet

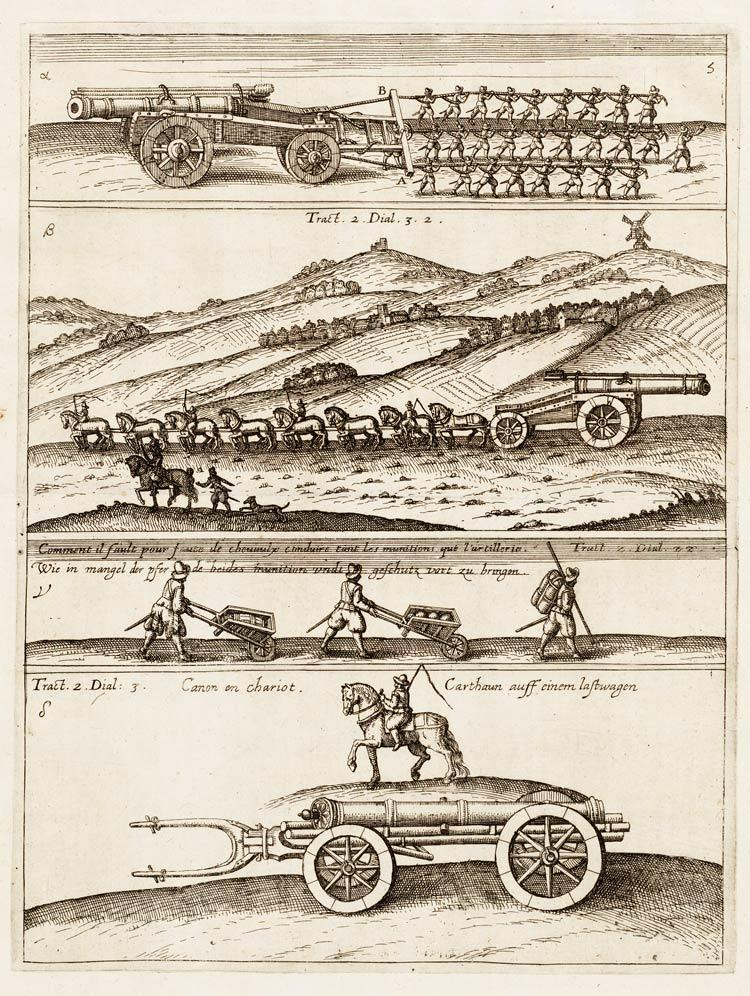
Tüzérségi logisztika ábrázolása egy 17. századi hadászati műben

A hadműveleti művészet más néven műveleti szintű hadviselés, a hadművészet alkotórésze, a haderőnemi seregtestek együttes vagy önálló hadműveletei tervezésének és vezetésének elmélete és gyakorlata. A hadműveleti művészet a hadviselésnek a hadászat és a harcászat közötti szintje. A fogalom a hadtudományban a 19. században jelent meg, magát a kifejezést a szovjet hadtudomány az 1920-as években alkotta meg, és csak a 20. század második felében vált széles körben elfogadottá. Több ország hadtudományában a hadműveleti szint helyett ma is más kifejezéseket, így például a „nagy harcászat” vagy a „kis stratégia” kifejezést alkalmazzák,

## Tartalma
A hadműveleti művészet elméleti és gyakorlati követelményeit, tételeit elsősorban a hadászat törvényszerűségeiből lehet levezetni, a hadműveleti szint pedig a maga részéről hasonlóan meghatározó jellegű a harcászatra nézve. Elmélete a korszerű hadműveletek törvényszerűségeit vizsgálja. Kidolgozza a hadműveletek tervezésének és vezetésének módjait, a haderőnemi és fegyvernemi seregtestek és magasabbegységek alkalmazását és együttműködését. Elemzi a várható ellenség hadműveleti-harcászati tevékenységére vonatkozó információkat. Gyakorlata magában foglalja a seregtestek parancsnokságainak, törzseinek és csapatainak tervezési és vezetési tevékenységét.

## Története
A hadműveleti művészet elemei a 19. század elejének háborúi során jelentek meg. A meghatározás maga 1922-ben keletkezett a Szovjetunióban, itt történt meg aztán a hadművészet felosztása hadászatra, hadműveleti művészetre és harcászatra. A második világháborúban a szovjet hadműveleti művészet fejlődése a frontok, hadseregek hadműveletei, valamint légi és tengerészeti műveletek során realizálódott.
A háború utáni időszakban az új fegyverfajtákkal összefüggésben új kutatási irányok alakultak ki. A legfontosabb kérdés a háború első hadműveleteinek előkészítése és megvívása lett.